# Återstående Jesu Kristi Kyrka av Sista Dagars Heliga
Den Återstående Jesu Kristi Kyrka av Sista Dagars Heliga (the Remnant Church of Jesus Christ of Latter Day Saints) är ett mormonsamfund inom Sista Dagars Heliga-rörelsen, med ett tjugotal församlingar i USA och högkvarter i Independence, Missouri. Kyrkan bildades av utbrytare ur Kristi Samfund år 2000.
Den Återstående Kyrkan tror att en släkting till Joseph Smith ska leda kyrkan. Dess nuvarande profet och president heter Terry W. Patience, som är avlägsen släkting till Smith, med gemensam härstamning från 1500-talet. Han efterträdde Frederick Niels Larsen, ättling på mödernet till Smith, efter dennes död 2019.
De betraktar Bibeln, Mormons bok och Läran och Förbunden som heliga skrifter.